# Argyreus hybrida
Argyreus hybrida är en fjärilsart som beskrevs av Evans 1912. Argyreus hybrida ingår i släktet Argyreus och familjen praktfjärilar. Inga underarter finns listade i Catalogue of Life.